# A Talk
A Talk è il terzo EP della cantante sudcoreana Hyuna, pubblicato il 28 luglio 2014 dall'etichetta discografica Cube Entertainment insieme a Universal Music Group.

## Il disco
Il 26 giugno viene annunciato che HyunA sarebbe tornata sulle scene a metà luglio e a fine luglio. Il 15 luglio HyunA pubblica un teaser del suo reality intitolato HyunA's Free Month, annunciando un ritorno più sexy e adulto rispetto ai precedenti. Nei giorni seguenti vengono rese disponibili alcune immagini teaser e i nomi delle tracce. La seconda traccia, French Kiss, doveva figurare nell'album Artpop di Lady Gaga, ma non fu pubblicata, venendo invece tradotta in coreano per A Talk di HyunA.
La versione digitale dell'album viene pubblicata il 28 luglio 2014 e il 29 luglio la versione CD. From When and Until When è stata tolta dall'edizione di Taiwan perché fa riferimento a un artista della casa discografica JYP Entertainment.
Ad agosto sul canale della United Cube viene pubblicato il video del  primo singolo Black List, ma la versione del video è censurata e mostra la coreografia del brano.
Il 4 dicembre 2014, il singolo Red arriva al secondo posto nella Billboard coreana. Il 10 dicembre il giornale americano internazionale nomina il video e la canzone al quinto posto nei video più belli del 2014. Il 15 gennaio, HyunA vince un premio ai Bongsang Digital Awards per RED; la stessa canzone ha vinto due premi a Show Champion.

## Promozione
HyunA si è esibita in vari show musicali televisivi con le canzoni "A Talk", "BlackList" e "Red".

## Tracce
1. A Talk (Hyuna, Astroz, Seo Jae-woo)
2. French Kiss (Brian Lee, Kim Taecho, LE, Lady Gaga)
3. Red (빨개요) (Seo Jae-woo, Bluesun, Socrates)
4. From When and Until When (어디부터 어디까지) (feat. Yoseob) (Hyuna, Im Hyunsik)
5. BlackList (Hyuna, LE)

## Classifiche
| Classifica (2014) | Posizione massima |
| ----------------- | ----------------- |
| Corea del Sud     | 3                 |